# ناثان دي ميدينا
ناثان دي ميدينا هو لاعب كرة قدم بلجيكي في مركز الدفاع، ولد في 8 أكتوبر 1997 في بلجيكا. لعب مع آود هيفرلي لوفين وأرمينيا بيليفيلد وموسكرون بيروفيلز ونادي رويال أندرلخت.

## وصلات خارجية
- ناثان دي ميدينا على موقع الاتحاد البلجيكي (الإنجليزية)
- ناثان دي ميدينا على موقع قاعدة بيانات كرة القدم.إي يو (الإنجليزية)
- ناثان دي ميدينا على موقع Soccerway.com (الإنجليزية)
- ناثان دي ميدينا على موقع عالم كرة القدم.نت (الإنجليزية)
- ناثان دي ميدينا على موقع AS.com (الإسبانية)